# Lagord
Lagord is een gemeente in het Franse departement Charente-Maritime (regio Nouvelle-Aquitaine). De gemeente telde 7.594 inwoners op 1 januari 2022. De plaats maakt deel uit van het arrondissement La Rochelle.

## Geschiedenis
Lagord werd voor het eerst genoemd in 1377.
Rond 1880 werd Puilboreau een afzonderlijke gemeente en werd het afgescheiden van Lagord. Dankzij een legaat kon de gemeente in 1881 een nieuw gemeentehuis en een meisjesschool bouwen. Ervoor waren er enkel een gemeenteschool voor jongens en een private school voor meisjes geleid door ursulinen.
De gemeente evolueerde van een landbouwdorp naar een voorstad van La Rochelle.

## Geografie
De oppervlakte van Lagord bedroeg op 1 januari 2022 8,04 vierkante kilometer; de bevolkingsdichtheid was toen 944,5 inwoners per km².
De onderstaande kaart toont de ligging van Lagord met de belangrijkste infrastructuur en aangrenzende gemeenten.

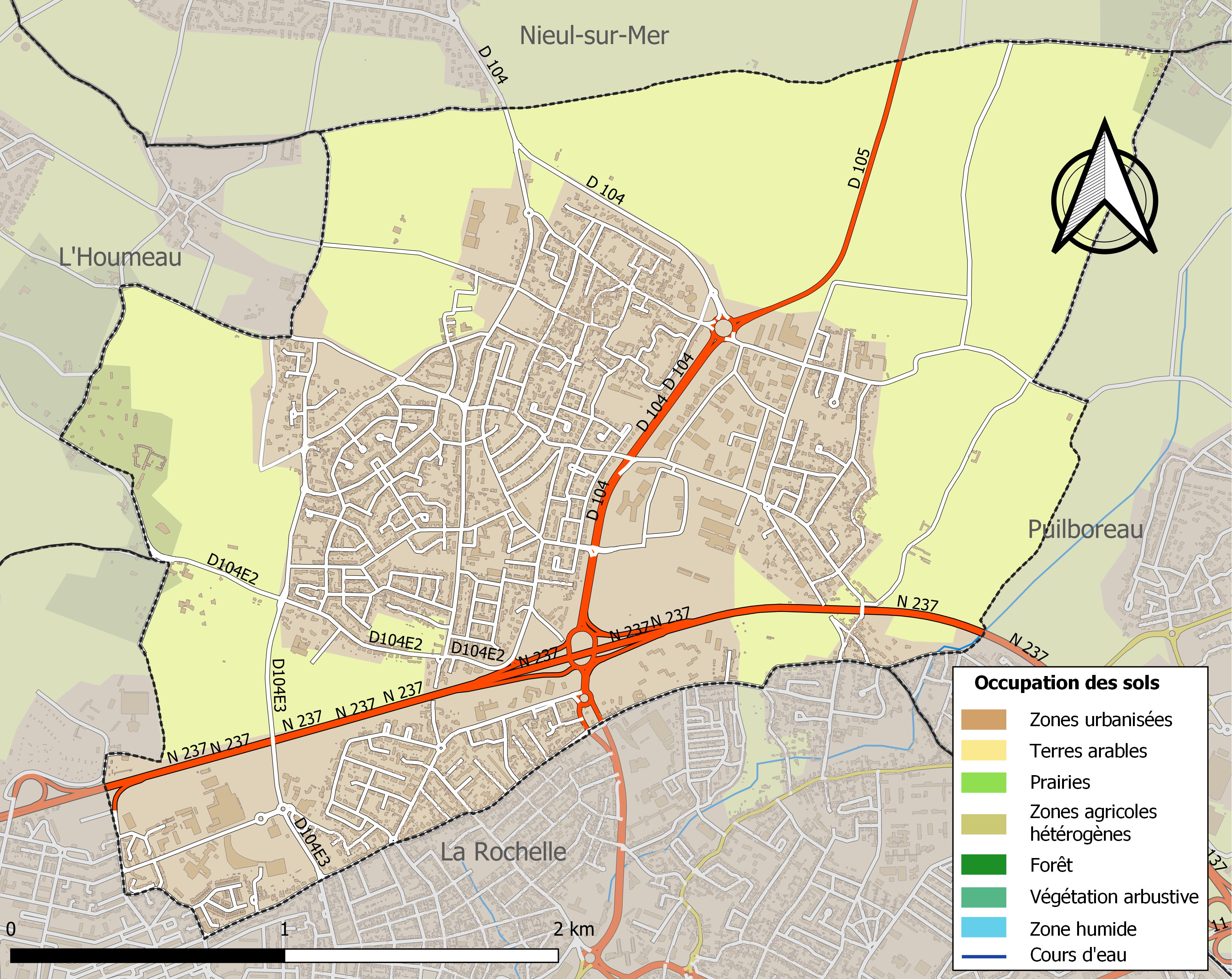

## Demografie
Onderstaande figuur toont het verloop van het inwonertal (bron: INSEE-tellingen).